# ドコモ・サービス
ドコモ・サービス株式会社（DoCoMo Service, Incorporated）は、かつて存在したNTTドコモグループの企業。人材派遣業を営んでいた。また、親会社のNTTドコモから料金業務を受託していたため、請求書の差出人として記載されることが多かった。
2014年7月1日にドコモ・モバイル株式会社、ドコモ・ビジネスネット株式会社とともにドコモエンジニアリング株式会社が吸収合併。商号変更により株式会社ドコモCSとなった。

## 概要
人材派遣業務と、NTTドコモの料金業務が大きな柱であった。
人材派遣業としては、NTTドコモ関連の業務が中心となっており、NTTドコモやドコモショップ、ドコモインフォメーションセンターへの人材派遣が多い。料金業務においては全国で展開しており、請求書の発行、与信、料金の回収、料金明細発行等を行っていた。その他にNTTドコモのイベントの実施、広告の作成等も行っていた。関東地方以外ではドコモショップの運営も行っていた。

## 事業区域
茨城県、栃木県、群馬県、埼玉県、千葉県、東京都、神奈川県、新潟県、山梨県、長野県
なお、旧各地域会社ごとにほぼ同種の事業を営む「ドコモサービス○○株式会社」（関西を除き「・」は入らない）という子会社があった（ドコモサービス東北など）。

## 事業所
- Doクリエイト事業本部
- 群馬営業所
- 長野営業所
- 長野営業所松本店
- 新潟営業所

## 沿革
- 1992年 - NTT中央移動通信のアウトソーシング業務を行う会社「株式会社ムーバテレコム」を発足。
- 1993年 - 直営第1号のドコモショップ御殿山店を開設。商号を「ドコモ・サービス株式会社」に変更。
- 1995年 - NTTドコモの料金業務のほぼ全てを受託。「夜間・休日電話受付センター」のサービスを開始。
- 1997年 - 「人材派遣事業部」の立上げ。
- 1999年 - NTTドコモの新サービスに対するお問合せセンター等を発足。「CLUBDoCoMoサポートセンタ」「moperaユーザセンタ」「ぷりコールサポートセンタ」「お客様レターセンタ」「iモードお問合せセンタ」NTTドコモ本社ショールーム「MAGIC WORLD CLUB-D」の運営管理の受託。
- 2002年 - 「ビジネスエキスパート事業部」を子会社第1号として「ビジネスエキスパート株式会社」を設立。
- 2003年 - 人材派遣事業のグループ内統合の実施と共に、イベント事業を取り組んで「Doクリエイト事業本部」として始動。
- 2005年 - 販売事業及び販売関連事業を新会社ドコモ・ビジネスネット株式会社に業務承継。
- 2008年 - PHS巻き取り業務完了ケータイ安全教室の運営開始。
- 2011年 - ドコモサービス東北より、労働者派遣事業を譲受。
- 2013年 - ドコモグループ公式求人サイト事業「ドコモ求人ナビ」を開始。
- 2013年8月 - 人材派遣事業をパーソルテンプスタッフへ譲渡。
- 2014年 - ドコモ・モバイル株式会社、ドコモ・ビジネスネット株式会社とともにドコモエンジニアリング株式会社が吸収合併。商号変更により株式会社ドコモCSとなる。

## 2014年合併前のグループ会社
- （株）NTTドコモ
- ドコモサービス北海道（株）
- ドコモサービス東北（株）
- ドコモサービス北陸（株）
- ドコモサービス東海（株）
- ドコモ・サービス関西（株）
- ドコモサービス中国（株）
- ドコモサービス九州（株）
- ドコモエンジニアリング（株）
- ドコモ・モバイル（株）
- ドコモ・サポート（株）
- ドコモ・システムズ（株）
- ドコモ・ビジネスネット（株）
- ドコモ・テクノロジ（株）

### 子会社
- ビジネスエキスパート（株）